# 电子病历
電子病歷是病歷的一種，可以包含過去、現在或未來、生理與心理的病患狀況紀錄，是由電子化方式擷取、傳送、接受、儲存、取回、連結與處理的多媒體資料，電子病歷主要的用途為協助醫療或其相關服務。
電子病歷包括病患的個人資料，problems - SOAP(主、客觀陳訴、病況評估、處置計畫，含醫囑(醫令))紀錄，病程紀錄，護理計畫、紀錄，生命徵象紀錄，藥物使用記錄，相關的醫療實驗室檢驗資料與報告，相關的檢查資料與報告(含影像診斷學報告)，過去病史，家族史，預防接種等等，凡是相關病情必要的資訊，如旅遊史相對於疫情，則亦可成為病歷的一環而成為電子病歷內容。
美國一些非營利的組織如：ASTM、HL7與HIMSS正在訂立電子病歷的標準。而歐洲的電子病歷標準，則是由CEN的TC/251負責。國際標準化組織的TC215也參考其他標準組織所建立的標準，來建立其電子病歷標準。開放性原始碼組織也建立與發表了電子病歷的規格與開放性原始碼的電子病歷導入，以澳洲與部分歐洲國家所採用。在加拿大，w:Canada Health Infoway 正在加速其建置與應用電子醫療資訊系統。在台灣衛生署，則以先定法規給予電子病歷可取代紙本病歷的法律地位，來促使電子病歷上路，並已有醫院據此開始實施電子病歷。
中华人民共和国于2018年4月1日起施行《电子病历应用管理规范（试行）》，规范电子病历的书写、存储、使用和封存等。规范中要求，由医疗机构保管的门（急）诊电子病历，保存时间自患者最后一次就诊之日起不少于15年；住院电子病历则自患者最后一次出院之日起不少于30年。
台灣在因應電子的發展上，如3.5寸软盘>>CD>>DVD，需發展相對應的相容格式，以應對新的格式相容問題。在病歷上會有進行醫事人員卡以進行電子簽章的程序，以確認病人身分是本人，並確定醫囑修訂程序上是醫事人員進行的操作，並在有醫學糾紛的時候以進行資訊檢查。